# Pcheng Čchung
Pcheng Čchung (čínsky pchin-jinem Peng Chong, znaky zjednodušené 彭冲; 27. března 1915 – 18. října 2010) byl čínský komunistický politik, účastník občanské války, poté regionální politik v Nankingu a Ťiang-su, kritizovaný za kulturní revoluce, ale udržel se v politice a od konce 60. let postoupil do celostátně významných funkcí: kandidát (1969–1977) a člen (1977–1992) ústředního výboru Komunistické strany Číny, první tajemník provinčního výboru strany a předseda revolučního výboru v Ťiang-su (1974–1977) a Šanghaji (1979–1980), člen politbyra (1977–1982) a sekretariátu ústředního výboru (1980–1982), místopředseda celostátního výboru Čínského lidového politického poradního shromáždění (1978–1983) a místopředseda stálého výboru Všečínského shromáždění lidových zástupců (1980–1993).

## Život
Pcheng Čchung, vlastním jménem Sü Tchie-žu (čínsky pchin-jinem Xǔ Tiěrú, znaky zjednodušené 许鐵如, tradiční 許鐵如) se narodil 27. března 1915 v Čang-čou na jihu provincie Fu-ťien. Vystudoval střední školu a ve svých 15 letech se aktivně zapojil do ilegálních komunistických aktivit ve svém rodném kraji. Jako vůdce místního studentského hnutí vstoupil v roce 1933 do Komunistického svazu mládeže a o rok později do Komunistické strany Číny. Po vypuknutí čínsko-japonské války v roce 1937 se čangčouští komunisté soustředili na protijaponskou propagandistickou činnost, skrze legální dramatický spolek Siang-čchao, navíc založili „Lidový sbor národní spásy“, který se podílel na vedení protijaponského hnutí v Čang-čou.
V říjnu 1937 vstoupil Pcheng Čung do Nové 4. armády a stal se zástupcem vedoucího propagandistického týmu politického oddělení druhého oddílu NSA. V roce 1938 byl vedoucím politického oddělení pluku, později okresním tajemníkem KS Číny v Tang-tchu a Wu-chu na jihovýchodě provincie An-chuej. Po roce 1940 opět působil jako vedoucí politického oddělení různých pluků Nové 4. armády a jako okresní tajemník strany v Tchaj-čou. Po roce 1945 sloužil jako politický komisař na úrovni pluku a brigády v Nové 4. armádě/ Středočínské polní armádě/Východočínské polní armádě/3. polní armádě, jeho poslední funkcí byl zástupce politického komisaře divize v 3. polní armádě.
Po vzniku Čínské lidové republiky působil Pcheng Čchung jako generální sekretář a pak vedoucí oddělení jednotné fronty fuťienského provinčního výboru KS Číny a zástupce vedoucího oddělení práce jednotné fronty východočínského byra ÚV KS Číny. V srpnu 1954 byl Pcheng Čchung přeložen do funkce generálního sekretáře ťiangsuského provinčního výboru KS Číny a po roce 1955 působil jako starosta (do 1959) a první tajemník městského výboru KS Číny (do 1967) v Nankingu. V polovině 60. let byl i jedním z tajemníků ťiangsuského provinčního výboru KS Číny.
Po vypuknutí kulturní revoluce byl ostře kritizován levicovými radikály (za svou cestu do Sovětského svazu a související prohlášení o potřebě učit se od sovětských komunistů) a odvolán z funkcí. Při sestavení ťiangsuského revolučního výboru (který převzal správu provincie od dosavadní vlády a provinčního výboru strany) v březnu 1968 byl jmenován jeho místopředsedou (jediným civilistou mezi místopředsedy). Následujícího roku byl na IX. sjezdu KS Číny zvolen kandidátem ústředního výboru. Když byl koncem roku 1970 obnoven provinční výbor strany, Pcheng se stal jedním ze zástupců tajemníka (pro průmysl), opět jako jediný civilista. Na X. sjezdu KS Číny v srpnu 1973 byl znovuzvolen kandidátem ÚV. Po přeložení prvního tajemníka provinčního výboru KS Číny a předsedy provinčního revolučního výboru Sü Š’-joua do provincie Kuang-tung v prosinci 1973 převzal Pcheng Čchung od ledna 1974 vedení strany a revolučního výboru v Ťiang-su, stal se také druhým politickým komisařem Nankingského vojenského okruhu.
Po zatčení členů „gangu čtyř“ v Pekingu byli v říjnu 1976 do Šanghaje, mocenské základny gangu, vysláni Su Čen-chua, politický komisař námořnictva a kandidát politbyra, Ni Č’-fu, v Pekingu tajemník strany, místopředseda revolučního výboru a předseda odborů a konečně Pcheng Čchung. Trojice převzala správu Šanghaje od stoupenců a spojenců gangu jako první, druhý a třetí tajemník městského výboru strany a předseda, první a druhý místopředseda městského revolučního výboru. Su Čen-chua přitom měl celkové vedení a jako voják se soustředil na bezpečnostní otázky, Ni Č’-fu jako dělník a odborář měl najít cestu k šanghajským dělníkům a doplňoval je Pcheng Čchung svou znalostí místních poměrů. Vzhledem k jiným povinnostem prvních dvou v Pekingu (Ni Č’-fu roku 1978 převzal vedení čínských odborů) zůstala Pcheng Čchungovi většina každodenního řízení města. V Šanghaji ovšem místní funkcionáři na Pcheng Čunga pohlíželi skepticky, byl pro ně mužem ze sousední rivalské provincie nedostatečně zkušeným pro řízení jednoho z největších a nejdůležitějších měst Číny. Zatím v únoru 1977 Pcheng Čchunga ve vedení provincie Ťiang-su vystřídal Sü Ťia-tchun. Na XI. sjezdu KS Číny v srpnu 1977 bylo jeho faktické postavení v čele Šanghaje oceněno přijetím mezi členy politbyra. Současně s regionálními administrativními funkcemi byl zvolen i místopředsedou celostátního výboru Čínského lidového politického poradního shromáždění (1978–1983). V lednu 1979 Pcheng Čchung i formálně stanul v čele Šanghaje, když vystřídal Su Čen-chuu na obou vrcholných pozicích (předsedy revolučního výboru a prvního tajemníka strany).
Při obnově sekretariátu ústředního výboru v únoru 1980 byl jmenován jedním z tajemníků sekretariátu, v sekretariátu měl jako první zástupce tajemníka ústřední politické a právní komise na starosti právní a legislativní záležitosti. V souvislosti s přechodem do Pekingu v březnu 1980 opustil své funkce v Šanghaji. V září 1980 byl zvolen místopředsedou stálého výboru Všečínského shromáždění lidových zástupců (parlamentu, do 1993).
Na XII. sjezdu KS Číny v září 1982 vypadl z užšího vedení strany, když přišel o místo v politbyru i sekretariátu, zůstal pouze členem ústředního výboru (znovuzvolen i na XIII. sjezdu roku 1987, do 1992). Nadále pracoval ve stálém výboru Všečínského shromáždění lidových zástupců jako jeho místopředseda a v letech 1988–1993 místopředseda a generální sekretář.
Roku 1993 odešel do penze. Dne 18. října 2010 zemřel v Pekingu.